# Pseudohallomenus cretaceus
Pseudohallomenus cretaceus is een keversoort uit de familie zwamspartelkevers (Melandryidae). De wetenschappelijke naam van de soort werd in 1977 gepubliceerd door Nikolay Borisovich Nikitskiy.